# 안전가옥
안전가옥(安全家屋, 영어: Safe House)은 사람을 법률이나 적대적 행위, 보복이나 위협 따위에서 보호하여 숨기기 위한 장소이다.

## 같이 보기
- 성채
- 폐쇄 도시
- 비호권
- 장벽